# Atletisme als Jocs Olímpics d'Estiu de 1912 - 10 km marxa masculina

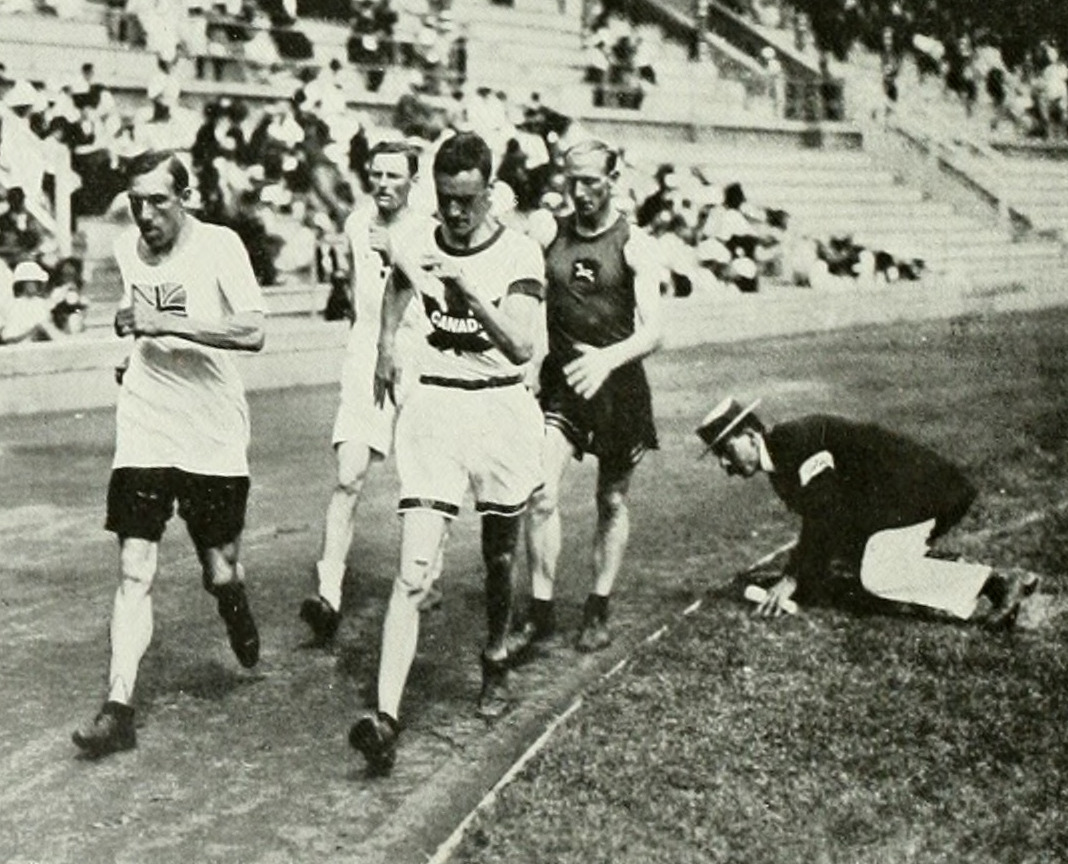
La final, amb George Goulding al mig.

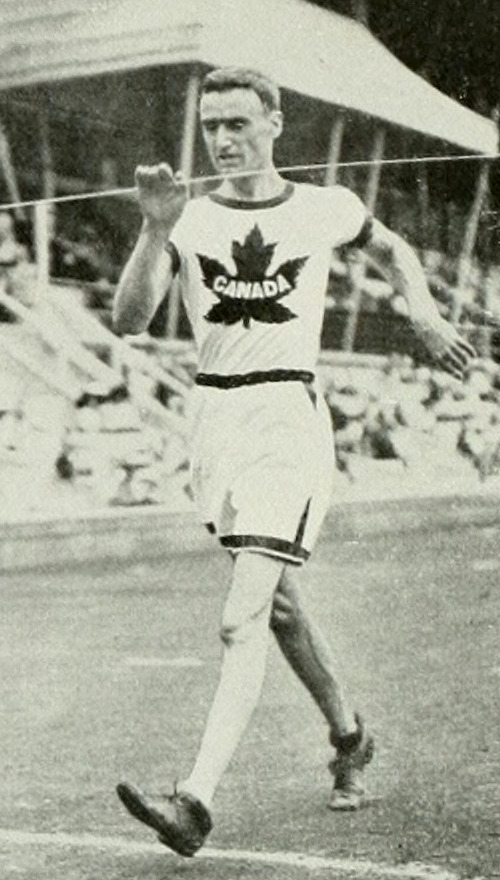
El vencedor, George Goulding.

Els 10 km marxa masculina van ser una de les proves del programa d'atletisme disputades durant els Jocs Olímpics d'Estocolm de 1912. Va ser la segona vegada que es disputava una prova de marxa, després de la seva estrena en els anteriors Jocs amb les 10 milles i els 3.500 metres marxa. En aquesta edició dels Jocs els 10 km va ser l'única prova de marxa. La prova es va disputar el dilluns 8 i dijous 11 de juliol de 1912 i hi van prendre part 22 atletes de 12 nacions diferents.

## Medallistes
| Or                    | Plata             | Bronze                  |
| George Goulding (CAN) | Ernest Webb (GBR) | Fernando Altimani (ITA) |

## Resultats

### Semifinals
Les dues semifinals es van disputar el dilluns 8 de juliol de 1912. Els cinc primers de cada semifinal passaven a la final.
Semifinal 1
| Posició | Atleta                  | Temps         | Qual. |
| ------- | ----------------------- | ------------- | ----- |
| 1       | George Goulding (CAN)   | 47:14.5       | QF    |
| 2       | Ernest Webb (GBR)       | 47:25.4       | QF    |
| 3       | Aage Rasmussen (DEN)    | 48:15.8       | QF    |
| 4       | Fernando Altimani (ITA) | 48:54.2       | QF    |
| 5       | William Palmer (GBR)    | 51:21.0       | QF    |
| 6       | Samuel Schwartz (USA)   | 53:30.8       |       |
| 7       | Edward Renz (USA)       | 53:30.8       |       |
| —       | Kaarel Lukk (RUS)       | No finalitza  |       |
| —       | Rudolf Richter (BOH)    | No finalitza  |       |
| —       | Eduard Hermann (RUS)    | Desqualificat |       |

Semifinal 2
| Posició | Atleta                  | Temps         | Qual. |
| ------- | ----------------------- | ------------- | ----- |
| 1       | William Yates (GBR)     | 49:43.6       | QF    |
| 2       | Arthur St. Norman (RSA) | 50:17.9       | QF    |
| 3       | Thomas Dumbill (GBR)    | 50:57.6       | QF    |
| 4       | Vilhelm Gylche (DEN)    | 51:13.8       | QF    |
| 5       | Frederick Kaiser (USA)  | 51:31.8       | QF    |
| 6       | Alfred Voellmeke (USA)  | 52:29.0       |       |
| 7       | Rolando Salinas (CHI)   | 55:02.0       |       |
| 8       | Henrik Ripszám (HUN)    | 55:20.6       |       |
| 9       | Aleksis Aide (RUS)      | 59:24.4       |       |
| —       | István Drubina (HUN)    | No finalitza  |       |
| —       | Robert Bridge (GBR)     | Desqualificat |       |
| —       | William Murray (ANZ)    | Desqualificat |       |
| —       | Niels Petersen (DEN)    | Desqualificat |       |

### Final
La final es va disputar el dijous 11 de juliol de 1912.
| Posició | Atleta                  | Temps         |
| ------- | ----------------------- | ------------- |
| 1       | George Goulding (CAN)   | 46:28.4       |
| 2       | Ernest Webb (GBR)       | 46:50.4       |
| 3       | Fernando Altimani (ITA) | 47:37.6       |
| 4       | Aage Rasmussen (DEN)    | 48:00.0       |
| —       | Vilhelm Gylche (DEN)    | No finalitza  |
| —       | Frederick Kaiser (USA)  | No finalitza  |
| —       | William Palmer (GBR)    | No finalitza  |
| —       | Thomas Dumbill (GBR)    | Desqualificat |
| —       | Arthur St. Norman (RSA) | Desqualificat |
| —       | William Yates (GBR)     | Desqualificat |